# 勇者のみ (1965年の映画)
『勇者のみ』（ゆうしゃのみ、英語題：None But the Brave）は、1965年に公開された、日米合作による戦争映画である。カラー、東宝スコープ。制作は東京映画とシナトラ・エンタープライズ、配給は日本側が東宝、アメリカ側がワーナー・ブラザース。日本における同時上映は『喜劇 駅前医院』である。
本作品はフランク・シナトラにとっては主演ばかりでなく、初めて映画監督として映画の演出を務めた作品である。

## あらすじ
太平洋戦争中の南の孤島を舞台に、米軍機が不時着して、島を守る日本兵と米国兵が島唯一の井戸水を巡って対立するが、やがて両者に友情が芽生える。

## キャスト

### アメリカ側
- マローニ：フランク・シナトラ
- 空軍大尉デニス：クリント・ウォーカー
- 海兵隊少尉ブレアー：トミー・サンズ（英語版）
- 空軍無線士ケラー：トニー・ビル（英語版）
- 海兵隊伍長グラドック：サミイ・ジャクソン（英語版）
- 海兵隊軍曹ブレーカー：ブラッド・デクスター
- 海兵隊伍長ルフィーノ：リチャード・バカリアン（英語版）
- 海兵隊一等兵ルース：リチャード・シナトラ
- 海兵隊一等兵ジョンソン：ラフィア・ジョンソン（英語版）
- 兵隊シアシイ：クリストファー・ダーク（英語版）
- 海兵隊マギー：フィル・クロスビー（英語版）
- 海兵隊ホクシー：ドン・ドリル（英語版）
- 海兵隊スエンショルム：ロジャー・エウイン（英語版）
- 海兵隊デクスター：ジミー・グリフイン（英語版）
- 海兵隊ワラー：ハワード・ヤング（英語版）
- デニス大尉の恋人：ラレイン・スティーブンス（英語版）

### 日本側
- 陸軍中尉・黒木：三橋達也
- 陸軍軍曹・田村：加藤武
- 陸軍兵長・平野：勝呂誉
- 陸軍伍長・藤本：佐原健二
- 陸軍上等兵・安藤：谷村昌彦
- 陸軍一等兵・有川：伊吹徹
- 陸軍・奥田：春風亭柳朝
- 陸軍・徳丸：太宰久雄
- 陸軍・西野：黒部進
- 陸軍・石井：稲垣隆
- 陸軍・佐藤：秦健一
- 黒木中尉の花嫁：田村奈巳

## スタッフ
- 製作：奥田喜久丸、フランク・シナトラ、ウィリアム・ダニエルス（英語版）
- エグゼクティブ・プロデューサー：ハワード・W・コッチ（英語版）
- 原案：奥田喜久丸
- 監督：フランク・シナトラ
- 協力監督：井上和男
- 脚本：須崎勝弥、ジョン・ツウィスト（英語版）
- 撮影：ハロルド・リプシュタイン
- 特技監督：円谷英二
- 特殊技術：東宝特殊技術部
- 編集：サム・オスティーン
- 音楽：広瀬健次郎、 ジョン・ウィリアムズ

## 特撮
孤島の全景、戦闘機の空戦、墜落する米軍機、大暴風雨などの特撮シーンは、円谷英二率いる東宝特撮スタッフが担当した。シナトラは、本作品の打ち合わせで東宝本社を訪れた際に『世界大戦争』（1961年）の試写を観て円谷に依頼することを決めたという。円谷はハワイロケにも参加したのち、ハリウッドで資料収集も行っており、日本とは異なる南海の葉や土の色を再現するために現地で比較用の撮影を行い葉や土の現物も持ち帰っている。
特撮班の撮影は1964年5月に開始されたが、6月からは同年夏公開の『宇宙大怪獣ドゴラ』の撮影が入ったため一時中断し、8月5日に再開したのち同月20日にクランクアップした。
大津波の撮影は、特撮ステージに作った海岸線の巨大なミニチュアへ向けてスロープから大量の水を流すという一発勝負の手法がとられた。